# Nacional Futebol Clube (Manaus)
Il Nacional Futebol Clube, noto anche semplicemente come Nacional, è una società calcistica brasiliana con sede nella città di Manaus, capitale dello stato dell'Amazonas.

## Storia
Il 13 gennaio 1913, il Nacional Futebol Clube è stato fondato. Il club inizialmente si chiamava Eleven Nacional.
L'8 febbraio 1914, il Nacional ha giocato la sua prima partita nel Campionato Amazonense, contro il Manaós Sporting.
L'8 luglio 1930, alcuni dissidenti del Nacional Futebol Clube fondarono il Nacional Fast Clube.
Nel 1975, il Nacional ha terminato il Campeonato Brasileiro Série A al 16º posto, davanti a club come Vasco da Gama, Atlético Mineiro e Santos. Nel 1984, durante un viaggio in Marocco, in Nordafrica, il Nacional ha vinto la King of Morocco Cup, a Rabat.
Nel 1985, il Nacional ha partecipato per l'ultima volta al Campeonato Brasileiro Série A. Il club ha terminato al 18º posto, davanti a club come Fluminense, Grêmio e San Paolo. Il club ha partecipato nel 1992 per la prima volta alla Coppa del Brasile, dove è stato eliminato ai sedicesimi di finale dal Vasco da Gama. All'andata, a Manaus, la partita è terminata con un pareggio di 1-1. Al ritorno, a Rio de Janeiro, il Vasco ha battuto il Nacional 5-0.

## Palmarès

### Competizioni nazionali
- Campionato Amazonense: 43

1916, 1917, 1918, 1919, 1920, 1922, 1923, 1933, 1936, 1937, 1939, 1941, 1942, 1945, 1946, 1950, 1957, 1963, 1964, 1968, 1969, 1972, 1974, 1976, 1977, 1978, 1979, 1980, 1981, 1983, 1984, 1985, 1986, 1991, 1995, 1996, 2000, 2002, 2003, 2007, 2012, 2014, 2015

### Altri piazzamenti
- Campeonato Brasileiro Série C:

Terzo posto: 1992